# Del av Åsby och Nybble
Del av Åsby och Nybble var till och med 1995 en av SCB avgränsad och namnsatt småort i Strängnäs kommun omfattande bebyggelse i Nybble och en del av Åsby i Helgarö socken. Området ligger cirka 15 km nordväst om Strängnäs, strax öster om Björsund. Efter 1995 existerar ingen bebyggelseenhet med detta namn. 